# 罗贝尔马尼-拉讷维尔阿雷米
罗贝尔马尼-拉讷维尔阿雷米（法語：Robert-Magny-Laneuville-à-Rémy，法語發音：[ʁɔbɛʁ maɲi lanøvil a ʁemi]）是法国上马恩省的一个旧市镇，属于圣迪济耶区。罗贝尔马尼-拉讷维尔阿雷米于1972年由市镇罗贝尔马尼和拉讷维尔阿雷米合并而成。2012年，罗贝尔马尼-拉讷维尔阿雷米拆分回原来的两市镇。2016年，罗贝尔马尼与市镇代尔地区蒙捷合并为新市镇拉波特迪代尔。

## 地理
罗贝尔马尼-拉讷维尔阿雷米（48°27'42"N, 4°50'51"E）面积25.38 平方千米，位于法国大東部大區上马恩省，该省份为法国东北部内陆省份，北起马恩省和默兹省，西接奥布省，西南接科多尔省，东南接上索恩省，东临孚日省。

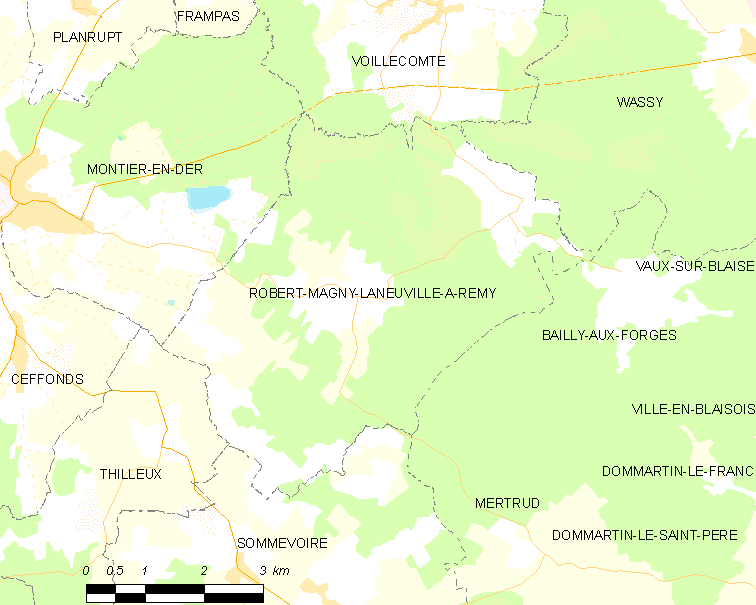
罗贝尔马尼-拉讷维尔阿雷米的OSM定位图

罗贝尔马尼-拉讷维尔阿雷米的时区为UTC+01:00、UTC+02:00（夏令时）。

## 行政
罗贝尔马尼-拉讷维尔阿雷米的邮政编码为52220，INSEE市镇编码为52427。

## 政治
罗贝尔马尼-拉讷维尔阿雷米所属的省级选区为瓦西县。

## 人口
罗贝尔马尼-拉讷维尔阿雷米于2009年1月1日时的人口数量为310人。

1962-2008年间罗贝尔马尼-拉讷维尔阿雷米人口变化图示